# Semic Noir
Semic Noir est une collection de bande dessinée éditée par la maison d'édition Semic.

## Historique
La collection « Semic Noir » est créée à la suite du succès de la collection Semic Books qui abritera des personnages et des séries telles que Batman, Superman, Authority, Green Arrow, Spawn et Sam & Twitch, après le cinquantenaire de Lug en 2000.
La collection dure d'octobre 2002 à mars 2005 et comporte cinq albums parus en tout. 

## Publications
1. Torso de Brian Michael Bendis et Marc Andreyko (2002)
2. Goldfich de Brian Michael Bendis (2003)
3. Queen & Country de Greg Rucka, Steve Rolston et Brian Hurtt (2004)
4. Sarcophage de Phil Hester et Mike Huddleston (2004)
5. Walking Dead de Robert Kirkman et Tony Moore (2005)